# 青春小游园
青春小游园（原名虹桥小游园）位于中華人民共和國上海市长宁区虹桥路和虹梅路交汇处，占地面积13260平方米，建于1987年，1998年改名青春小游园，2019年改建后新增长324米、宽1.2米健身步道、草坪灯和景观灯，为解决原本公園內一個深水池的水质污染，當局将水池深度控制在50-60厘米，讓深水池成为旱溪同时维护了公園內原有的两座亭子。